# 路氏假鰓鱂
路氏假鰓鱂，為輻鰭魚綱鯉齒目鰕鱂亞目鰕鱂科的其中一種，為熱帶淡水魚，被IUCN列為易危保育類動物，分布於非洲坦尚尼亞東部Ruvu河流域，體長可達5公分，棲息在臨時的水塘底中層水域，生活習性不明，可作為觀賞魚。

## 擴展閱讀
維基物種上的相關：路氏假鰓鱂